# دائره
دائره (به عربی: دائرة) یک واحد سیاسی در تقسیمات کشورهای الجزایر و صحرای غربی در غرب آفریقا و همچنین اندونزی، برونئی و مالزی در جنوب شرق آسیا است. این کلمه دارای ریشهٔ عربی است و در فارسی به معنای «بخش» یا گاهی «استان» ترجمه شده‌است.